# Prosopocera valida
Prosopocera valida es una especie de escarabajo longicornio del género Prosopocera, tribu Prosopocerini, familia Cerambycidae. Fue descrita científicamente por Aurivillius en 1927.
Se distribuye por Costa de Marfil, Gabón, República Centroafricana, República Democrática del Congo y Sierra Leona. Mide 29-50 milímetros de longitud. El período de vuelo ocurre en los meses de enero, julio, septiembre y octubre. Parte de su dieta se compone de plantas de la familia Sapotaceae.